# Raphiglossa natalensis
Raphiglossa natalensis är en stekelart som beskrevs av Smith 1857. Raphiglossa natalensis ingår i släktet Raphiglossa och familjen Eumenidae. Inga underarter finns listade i Catalogue of Life.